# Mahonia shenii
Mahonia shenii là một loài thực vật có hoa trong họ Hoàng mộc. Loài này được Chun mô tả khoa học đầu tiên năm 1928.